# Nogometni savez Bosne i Hercegovine
Nogometni savez Bosne i Hercegovine je krovna organizacija nogometa u Bosni i Hercegovini.

## Povijest
Proglašenjem nezavisnosti BiH i odcjepljenjem od SFRJ osnovan je Nogometni savez BiH koji je zamijenio dotadašnji "Nogometni Savez SR Bosne i Hercegovine". Odmah zatim, u travnju 1992, NSBiH je podnio zahtjev za primanje u članstvo u FIFA-e i UEFA-e. Zbog ratnih djelovanja i nemogućnosti normalnog rada, NSBiH je primljen u puno članstvo FIFA-e i pridruženo članstvo UEFA-e, tek 1996. godine. 1998. godine u Dublinu, Irska, NSBiH je postao punopravni član UEFA-e.
15. travnja 2000. godine, održana je Generalna skupština NSBiH na kojoj je donesen novi statut saveza. Iako predstavnici NS Republike Srpske nisu sudjelovali na ovoj skupštini, u sezoni 2002./03. se pridružuju NSBiH koji napokon započinje s radom na čitavom području BiH. NSBiH organizira Premijer ligu i Kup BiH kao redovna sezonska natjecanja.
1. travnja 2011. UEFA i FIFA suspendirali su Nogometni savez Bosne i Hercegovine na dva mjeseca. UEFA and FIFA su se odlučili za taj korak, jer savez nije poštovao nove statut UEFA-e, točnije odluku da savez može voditi samo jedan predsjednik. Imali su tri, po jednog iz svakog od konstitutivnih naroda Bosne i Hercegovine. Suspenzija je ukinuta 30. svibnja 2011. nakon što su sve tri etničke skupine jednoglasno odobrile novi statut saveza.

## Struktura NS BiH
Nogometni savez BiH ima kompleksnu strukturu jer se sastoji iz Nogometnog saveza Federacije BiH i Nogometnog saveza RS i kao i ostale institucije u Bosni i Hercegovini mora voditi računa o nacionalnoj zastupljenosti sva tri naroda. Uz predsjednika NS BiH tu su i dva dopredsjednika iz druga dva naroda. U skladu sa Statutom NS BiH, članovi Predsjedništva (predsjednik i dopredsjednici) NS BIH rotiraju se na funkcijama svakih 16 mjeseci. Uz predsjedništvo postoji i Izvršni odbor koji se sastoji od 16 članova. Trenutni predsjednik je Elvedin Begić.

## Natjecanja
Natjecanja koja organizira NS BiH:
- Premijer liga BiH
- Kup BiH
- Superkup BiH

## Unutrašnje poveznice
- Bosanskohercegovačka nogometna reprezentacija

## Vanjske poveznice
- Službena stranica  Arhivirana inačica izvorne stranice od 16. veljače 2017. (Wayback Machine)
- Bosna i Hercegovina  Arhivirana inačica izvorne stranice od 1. lipnja 2018. (Wayback Machine) na stranicama FIFA-e
- Bosna i Hercegovina na stranicama UEFA-e